# Ambispora callosa
Ambispora callosa är en svampart som först beskrevs av Sieverd., och fick sitt nu gällande namn av C. Walker, Vestberg & A. Schüssler 2007. Ambispora callosa ingår i släktet Ambispora och familjen Ambisporaceae.   Inga underarter finns listade i Catalogue of Life.